# Ade (Portugal)
Ade is een plaats (freguesia) in de Portugese gemeente Almeida en telt 98 inwoners (2001).